# Eric Sorensen

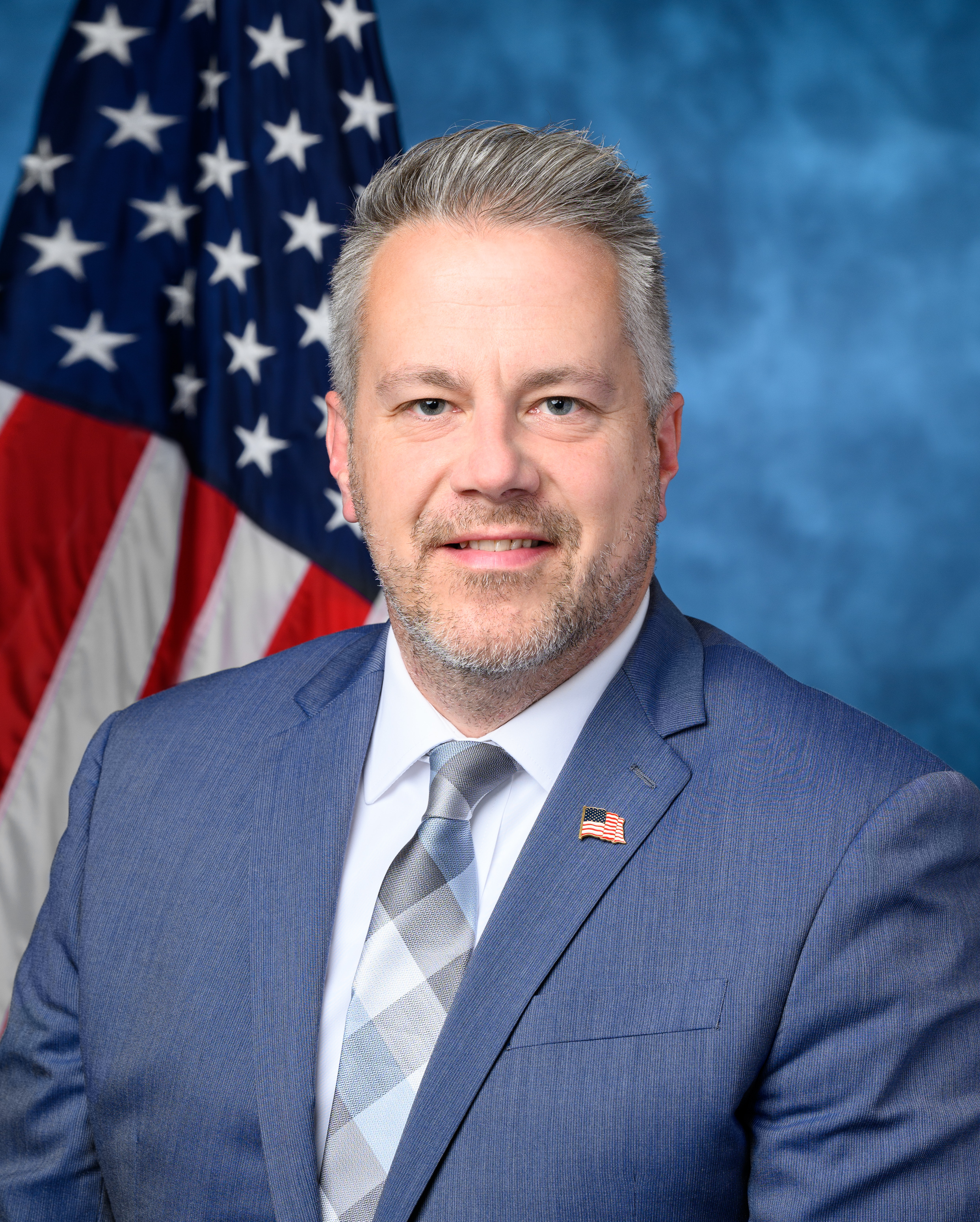
Eric Sorensen

Eric Sorensen (* 18. März 1976 in Rockford, Illinois) ist ein US-amerikanischer Meteorologe und Politiker. Als Mitglied der Demokratischen Partei ist er Abgeordneter im Repräsentantenhaus der Vereinigten Staaten für den 17. Kongresswahlbezirk von Illinois.

## Leben
Sorensen absolvierte die Boylan Catholic High School in Rockford. Er studierte Meteorologie an der Northern Illinois University. Er begann seine Karriere als Meteorologe beim Sender KTRE, der ABC-Tochtergesellschaft von Lufkin in Texas von 1999 bis 2000, bevor er nach Tyler in Texas zog, wo er Morgenmeteorologe für „East Texas News Daybreak“ war, das sowohl auf KLTV als auch auf KLTV ausgestrahlt wurde. Er arbeitete danach als Chefmeteorologe für WREX, Rockfords NBC-Tochtergesellschaft von 2003 bis 2014, bevor er leitender Meteorologe für WQAD, die ABC-Tochtergesellschaft in Moline, Illinois, wurde.
Am 8. November 2022 gelang Sorensen als Nachfolger der demokratischen Politikerin Cheri Bustos der Einzug als Abgeordneter für die Demokratische Partei in das Repräsentantenhaus der Vereinigten Staaten. Er gewann gegen die republikanische Politikerin Esther Joy King. Sorensen wohnt mit seinem Lebenspartner in Moline.